# Tremellomycetes

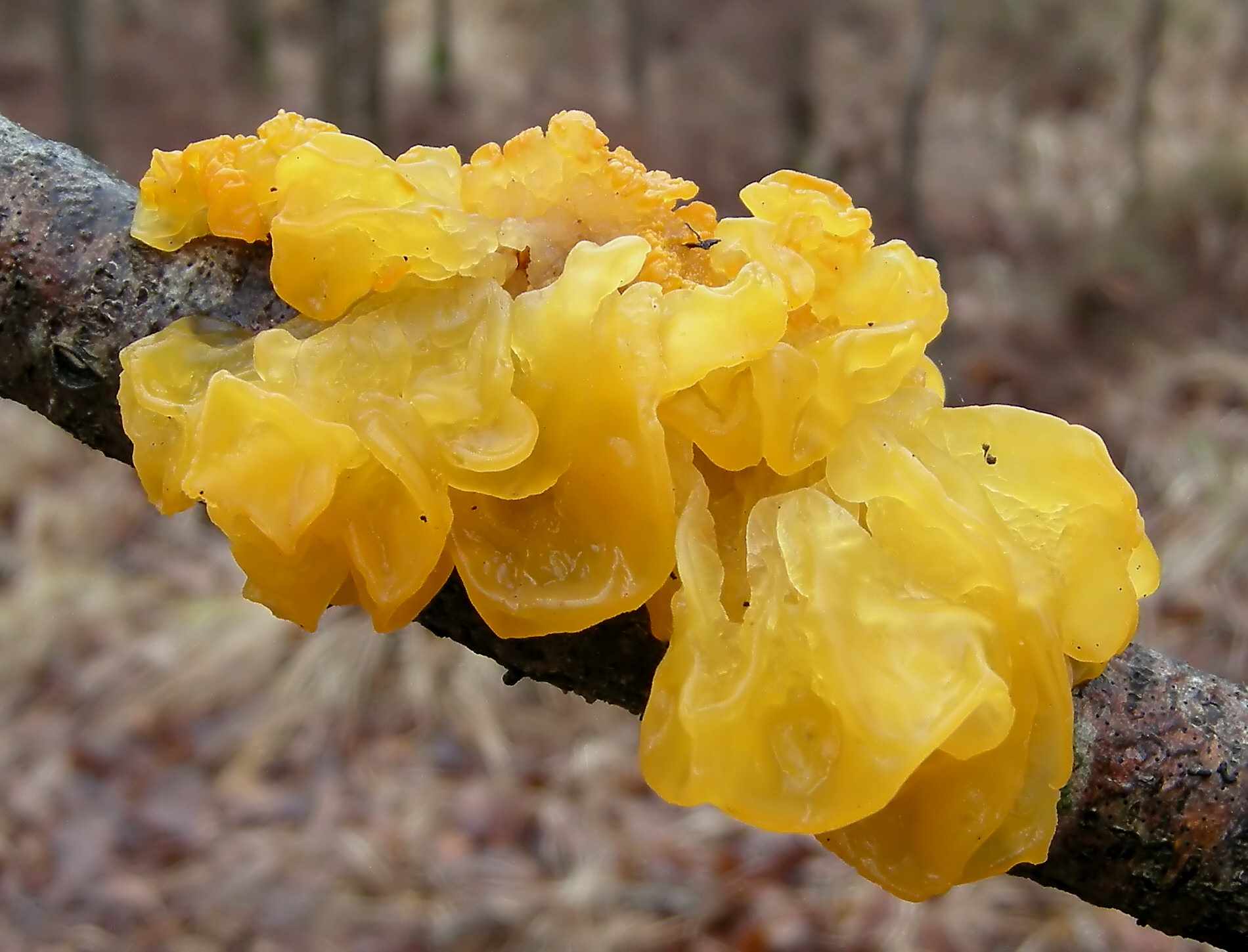
Tremella mesenterica.

Tremellomycetes é uma classe de fungos dimórficos. Algumas espécies têm corpo frutífero gelatinoso ou um parentessoma saculado. Existem 3 ordens, 11 famílias, 50 géneros e 377 espécies em Tremellomycetes.

## Descrição
Os Tremellomycetes são uma classe de fungos dimórficos do subfilo Agaricomycotina. Algumas espécies possuem basidiocarpos gelatinosos (corpos de frutificação) ou um parentessoma saculado (microscópico).
Os corpos de frutificação de muitas espécies de Tremellomycetes têm uma consistência dura e emborrachada, com uma morfologia que lhes confere uma aparência de concha, coral ou clava. Os suportes dos esporos destes fungos geralmente assentam sobre o basídio propriamente dito sendo este, por isso, designado de epibasídio. Esta é uma característica essencial dos Tremellomycetes.
Na sua resente circunscrição taxonómica, o grupo Tremellomycetes inclui seis ordens, 17 famílias e 39 géneros. Os Tremellomycetes incluem táxons que são leveduras e espécies que formam corpos frutíferos complexos. Tremellomycetes incluem alguns fungos que são patógenos dos humanos e animais nos géneros Cryptococcus, Naganishia, Papiliotrema e Trichosporon. Inclui também alguns fungos que são cultivados para alimentação humana nos géneros Tremella e  Naematelia.

## Sistemática
Tremellomycetes é um género de fungos com corpo frutificante pedunculado que corresponde essencialmente à antiga classe dos Heterobasidiomycetes. Os membros da família Auriculariaceae são agora atribuídos aos Agaricales (= Hymenomycetes no sentido de Hibbett et al., 2007).
De acordo com Liu et al. (2015) a sistmática do grupo é a seguinte:
- Ordem: Cystofilobasidiales
  - Família Cystofilobasidiaceae
  - Família Mrakiaceae
- Ordem: Filobasidiales
  - Família Filobasidiaceae
    - Género: Cryptococcus

  - Família Piskurozymaceae
- Ordem Holtermanniales
- Ordem: Tremellales
  - Família Bulleribasidiaceae
  - Família Carcinomycetaceae
  - Família Cryptococcaceae
  - Família Cuniculitremaceae
  - Família Naemateliaceae
  - Família Phaeotremellaceae
  - Família Phragmoxenidiaceae
  - Família Rhynchogastremataceae
  - Família Sirobasidiaceae
  - Família Tremellaceae
  - Família Trimorphomycetaceae
- Ordem Trichosporonales
  - Família Tetragoniomycetaceae
  - Família Trichosporonaceae
    - Género: Trichosporon
- Ordem Chionasterales